# Reinhold Mitterlehner
Reinhold Mitterlehner (Helfenberg, 1955. december 10. –) osztrák politikus.

## Élete
2008-tól gazdasági miniszter, mely tárcához öt évvel később (2013) a kutatási területet is hozzácsatolták. 2014. augusztus 26-án – Michael Spindelegger váratlan távozását követően – választották az Osztrák Néppárt (ÖVP) élére, majd szeptember 1-jétől alkancellár lett. Werner Faymann szociáldemokrata párti kancellár 2016. májusi lemondását követően ideiglenesen átvette az ország kormányzását.
Tisztségeiről 2017 májusában mondott le (miniszteri pozíciójáról május 15-ei határidővel).